# Eugenio Pedro Cendoya Oscoz

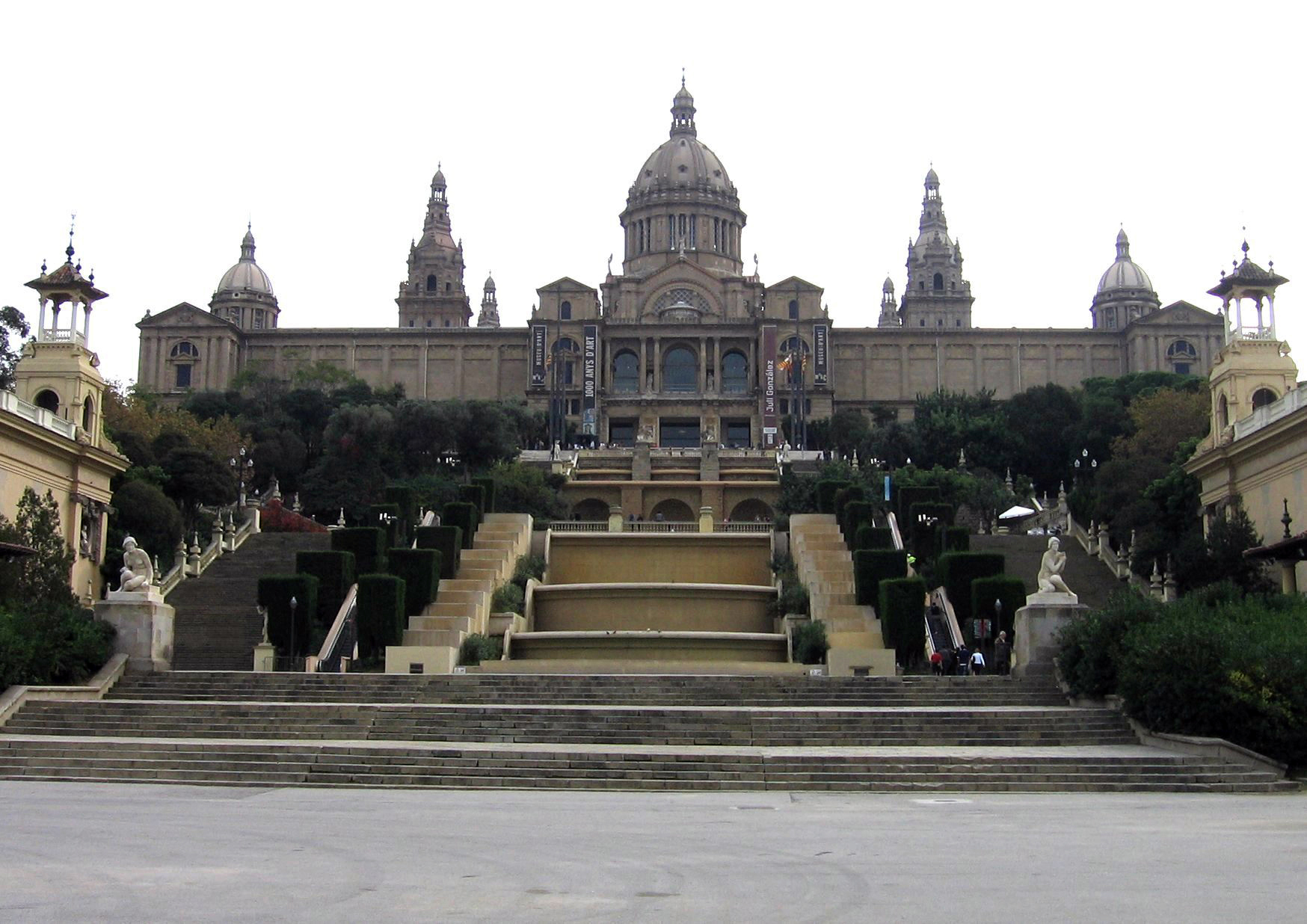
Palau Nacional de Barcelona

Eugenio Pedro Cendoya Oscoz   (Villabona-Amasa, 6 de setembre de 1894 - Barcelona, 29 de març de 1975) fou un arquitecte basc, deixeble de Lluís Domènech i Montaner i August Font i Carreras.

## Biografia
Format a l'Escola Tècnica Superior d'Arquitectura de Barcelona. Del seu pas universitari es conserven els treballs de segon curs de Projectes Iglesia Capitular y Palacio para las Órdenes Militares de España i Sala del capítulo de la Orden Militar del Santo Sepulcro"'.
Titulat el 1917, s'adscrigué al noucentisme, corrent de moda del moment. Cendoya va obtenir reconeixement oficial en guanyar el concurs convocat el 1924 per a la realització d'un dels edificis emblemàtics de l'Exposició Internacional de Barcelona de 1929 que s'havia de celebrar cinc anys després. El seu disseny, realitzat en col·laboració amb l'arquitecte Enric Catà i Pere Domènech i Roura, seguia la línia eclèctica que li va ser habitual amb la inclusió d'elements barrocs en un conjunt de característiques plàstiques d'un renaixentisme castís. L'edifici, anomenat Palau Nacional de Montjuïc va ser bastit a la muntanya de Montjuïc, com a remat de l'avinguda de Maria Cristina, entre els anys 1926 i 1929 i, malgrat que en un primer moment havia de tenir un caràcter efímer, aviat es va convertir en un dels símbols de la capital catalana. El 1934 va ser destinat a Museu d'Art de Catalunya (MNAC) i posteriorment va rebre intenses adaptacions interiors a càrrec de l'arquitecta Gae Aulenti.
A Vila-real, Cendoya va dissenyar l'edifici de la Caixa d'Estalvis de Vila-real al carrer Major Sant Jaume, la façana de la seu de la Cooperativa Catòlica Agrària al carrer de Sant Antoni, i va plantejar per encàrrec municipal un ambiciós projecte d'urbanització del Termet de la Mare de Déu de Gràcia, que incloïa pistes esportives, hotels i zones residencials, que va ser interromput a causa dels esdeveniments polítics i l'esclat de la guerra civil, i del qual sols varen ser duts a terme la gran escalinata d'accés a la plaça de l'ermitori i l'edifici que en l'actualitat està destinat a alberg municipal.
Altres projectes destacables són el monumental conjunt de viviendes al carrer Joaquin Costa, 3 de Saragossa, l'edifici del Banco de Bilbao a la plaça de Catalunya de Barcelona, el presbiteri a la parròquia de Sant Julià de la població tarragonina de L'Arboç que era el seu origen familiar i que emmarca l'altar un baldaquí amb la figura del sant titular obra de Frederic Marès, habitatges residencials a Castellar del Vallès, la cripta de la parròquia de la Mare de Déu de la Pau a Barcelona o el santuari de Santa Gemma, també a Barcelona.
Als darrers anys va ser degà del Col·legi d'Arquitectes de Catalunya i Balears (1966-1968), i professor a la Universitat de Barcelona ocupant la càtedra de Deontologia, Valoracions i Arquitectura Legal. També va ser Catedràtic de Tecnologies de la Construcció i Arquitectura Legal a l'Escola Tècnica Superior d'Arquitectura de Barcelona, el 1967 fou nomenat degà del Coŀ·legi Oficial d'Arquitectes.

## Obres

### Barcelona
| Any         | Nom                                              | Ubicació         | Descripció                                                                                                | Estat    | Foto                    |
| ----------- | ------------------------------------------------ | ---------------- | --- | -------- | ----------------------- |
| 1926 - 1929 | Palau Nacional (Barcelona)                       | Montjuïc         | Edifici principal de l'Exposició Internacional de Barcelona del 1929, conjuntament amb Enric Catà i Catà. | Correcte | Palau Nacional          |
| 1952        | Església de les Esclaves del Sagrat Cor de Jesús | Mallorca, 232    | Gran església contemporània d'una nau.                                                                    | Correcte |                         |
| 1953 - 1957 | Santuari de Santa Gemma                          | Capità Arenas, 9 | Gran església contemporània de tres naus.                                                                 | Correcte | Santuari de Santa Gemma |

### Cabrils
| Any         | Nom                   | Ubicació           | Descripció                                                                        | Estat     | Foto                  |
| ----------- | --------------------- | ------------------ | --------------------------------------------------------------------------------- | --------- | --------------------- |
| 1923 - 1925 | Castell de Can Jaumar | Dr. Emili Masriera | Reforma integral de l'antic Mas Rafart per convertir-lo en el castell de Cabrils. | En abandó | Castell de Can Jaumar |

### Vila-real(Plana Baixa)
| Any  | Nom                                         | Ubicació                | Descripció                               | Estat    | Foto               |
| ---- | ------------------------------------------- | ----------------------- | ---------------------------------------- | -------- | ------------------ |
| 1930 | Edifici de la Caixa d'Estalvis de Vila-real | Major Sant Jaume, 52-54 | Edifici de tres plantes de tall clàssic. | Correcte | Caixa de Vila-real |